# جبل حفاش
جبل حفاش وهو أحد جبال اليمن المليئة بالحصون الأثرية و يقع في مديرية حفاش التابعة لمحافظةالمحويت ويبلغ ارتفاعة 2490 متر